# الحرب النفسية خلال الحروب على غزة
استُخدمت البروباغندا وباقي أساليب الحرب النفسية على نطاقٍ واسع من جانبِ كلٍ من حركة حماس وإسرائيل خلال الحرب على غزة 2008–09 وفي الحرب على غزة 2014 وكذا في الاشتباكات التي تندلعُ بين الطرفين بين كل فينةٍ وأخرى.

## حركة حماس
قبل وأثناء الحروب على غزّة؛ أصدرَ كبار ممثلي وقادة حركة حماس عددًا من البيانات التي تهدفُ إلى منع صُنَّاع القرار الإسرائيليين من شنِّ أي عملية عسكرية على غزة كما هدفوا إلى التسبُّبِ في إحباط المعنويات بين الإسرائيليين. تعمدُ حركة حماس إلى «تخويفِ» إسرائيل عبر البيانات التي تُصدرها في كلّ مرة فعلى سبيلِ المثال لا الحصر تتفاخرُ حماس بأن لديها مفاجآت لا حصر لها تنتظر القوات الإسرائيلية في حالةِ ما إذا تقدمت صوبَ القطاع. لقد هدَّدَ ممثلو حماس في عدة مناسبات باختطافِ جنود إسرائيليين كردٍ فعل على جرائم الاحتلال في حقّ الشعب الفلسطيني؛ وخلال الحروب على غزة تسري شائعات بأنَّ حماس قد نجحت فعلًا في أسرِ أو قتلِ عددٍ من الجنود الإسرائيليين وقد تكونُ مثل هذه الأخبار صحيحة كما قد تكونُ خاطئة في أحيانٍ أخرى وذلك من أجلِ إرباك المُحْتَلِّ وخلطِ أوراقه.
ظهرَ في مقطع فيديو بُثَّ على قناة الأقصى يوم 10 كانون الثاني/يناير 2009 أسماء البلدات الإسرائيلية التي أصابتها صواريخ فصائل المقاومة الفلسطينية؛ ووُجّهت رسائل ضمنيّة في الفيديو من بينها أن تل أبيب قد تكونُ الهدف التالي لصواريخ المقاومة وأنَّ جميع الخيارات مفتوحة. تقومُ حماس أيضًا بشكلٍ دوري على إرسال رسائل باللغة العبرية إلى الهواتف المحمولة «للمواطنين الإسرائيليين» وتُحذرهم فيها كنوعٍ من الحرب النفسيّة كأن تقولَ مثلًا أن صواريخ المقاومة ستسقطُ على جميع المدن ولن تستطيعَ الملاجئ حماية من في المنطقة المُستهدَفة.
بعد أسرها للجنديّ الإسرائيلي جلعاد شاليط؛ تمكّنت حماس من تحويلِ قضيته لسلاحٍ نفسي في يدها حيثُ أعلنت في أحدِ المرّات أنه قد أُصيب بجروحٍ جرّاء النيران الإسرائيلية فيما أعلنت في مراتٍ أخرى أن إسرائيل لا تهتمُّ له ولم تعد تهمّها حالته. وفقًا للمتحدث الرسمي باسم جيش الاحتلال الإسرائيلي؛ فقد دأبت حماس على نصبِ «مصائد خداعية» في جميعِ أنحاء أحياء غزة لترهيبِ الجنود الإسرائيليين كما تعملُ على تزويدِ أبواب بعض المنازل بآلات صغيرة لتوهم جنود الاحتلال بأنَّ المنزل سينفجرُ فيهم بمجرّد فتحِ الباب ودخوله.
تُحاول حركة حماس تزويد القنوات التلفزية الفلسطينية والعربيّة وربما حتى الدولية إحصاءات عنِ الخسائر الإسرائيلية مؤكّدة على أنَّ إسرائيل تُحاول دومًا التقليل من أرقام جنودها الذين قتلوا وجرحوا خلال أيّ معركة أو اشتباك. في سياقٍ آخرٍ؛ وحسبَ دراسة أجراها مركز الدراسات الاستراتيجية والدولية فإنّ حماس تُحاول من خلال البروباغندا الخاصّة بها تحميل بعض المسؤولية للسلطة الفلسطينية عمّا يجري في فلسطين. يقولُ الدكتور تل بافيل من مركز الدراسات الدولي لمكافحة الإرهاب في مركزِ الدراسات الإسرائيلية أن حماس تستخدمُ مواقعها على شبكة الإنترنت لإجراءِ مقارنات بين إسرائيل وألمانيا النازية وتصويرِ إسرائيل على أنها «نظام مُدمِّر وقَمعي» يخافُ من سقوط صواريخ حماس على تل أبيب.

## إسرائيل
قبل يومٍ من بدء الهجوم في 27 كانون الأول/ديسمبر انسحبت بعض القوات الإسرائيلية من الحدود واستَخدمت قنوات الراديو للحديث عن «هدوءٍ طبيعي» في القطاع من أجلِ خداعِ مقاتلي حركة حماس. أفادَ مذيعٌ في محطة إذاعة صوت القدس التابعة لحركة الجهاد الإسلامي في مدينة غزة أن الجيش الإسرائيلي قد حاول اختراق المحطة مرّة واحدة على الأقل كل ساعة وذلك لبثِّ رسائل إلى سكان غزة بأن مشاكلهم تعود إلى حماس، كما ألقى الجيش منشورات تحملُ رسائل مماثلة ومعلومات الاتصال للإبلاغ عن مكان وجود قادة الحركات التي يصفها بـ «المتشددة» ومخابئ الأسلحة. أشارت المنشورات التي يُلقيها الاحتلال إلى أن الجيش الإسرائيلي سيردُّ إذا استمر إطلاق الصواريخ طالبًا من المدنيين «الفِرار».
يقولُ الاحتلال في منشوراتهِ أيضًا أن منازل السُكّان المدنيين ستُستهدف في حالةِ ما تواجد عناصرٌ من حماس في تلك المنطقة وذلك لخلقِ شرخٍ بين مُقاتلي الفصائل الفلسطينية من جهة والمدنيين من جهة أخرى. يُبرّر الدكتور يانيف ليفيتان من جامعة حيفا ما يردُ من «رسائل هجوميّة» في المنشورات المُلقاة قائلًا إنَّ الهدف منها لم يكن إحباطُ السكان المدنيين بل زرعُ اعترافٍ في قلوبهم وعقولهم بأن حماس قد فشلت وأن هناك خيارًا لاختيار مسارٍ آخر.
غالبًا ما يَذكر الناطقون بلسان الجيش الإسرائيلي أن العشرات من مقاتلي حماس «المُحاصَرين» قد شُوهدوا وهم يفرُّون وذلك من أجلِ تقويض الثقة في حماس في غزة. حسب بعض المصادر الفلسطينية؛ فإنَّ الاحتلال يتعمَّدُ الاتصال ببعض المواطنين الفلسطينيين لتحذيرهم بأنَّ منازلهم ستُقصف على الفور لكنَّ هذا لا يحصلُ في بعض الأحيان؛ ووفقًا المركز الفلسطيني لحقوق الإنسان فإن حوالي 100 أُسرة فلسطينية قد تلّقت مئات المكالمات الهاتفية التحذيرية بخصوص استهدافِ منزلهم وتدميرهِ لكنَّ ذلك حصلَ مع 37 منزلًا فقط حتى الثالث من كانون الثاني/يناير 2009.